# Dona Inah
Ignez Francisco da Silva (Araras, 17 de maio de 1935 — São Paulo, 8 de agosto de 2022), mais conhecida pelo nome artístico Dona Inah, foi uma cantora brasileira.

## Biografia
Nascida em Araras, interior de São Paulo. Seu pai, Ireno, era trompetista, bem como tinha outros tios músicos. Estudou bandolim por três anos e cantou ao lado de seu pai, de quem aprendeu grande parte de seu conhecimento musical, e chegou a integrar a Orquestra de Araras quando jovem. Durante a infância, foi boia-fria, trabalhando em plantações de café, algodão e laranja, e conciliava o trabalho com os estudos.
Mudou-se com a família para a cidade de Santo André, na região metropolitana de São Paulo, em 1954, mesmo ano no qual participou de um programa de calouros comandado por Hélio Araújo na Rádio Cultura. Nessa época, venceu o concurso “Peneira Rodini”, da mesma emissora, o que lhe abriu as portas para se apresentar com algumas orquestras – como as dos maestros Cyro Pereira e André Beer –, bem como para participar do programa “Só para Mulheres” da Rádio Record.
Também passou a cantar em bailes de gafieira de diversos clubes e salões de São Paulo e até gravou um disco de 78 rotações em 1958, pelo selo Trovador, mas todo material foi perdido. Sem o incentivo da família, Inah abandonou o sonho de viver de música.
Com filhos – Em vida, ela teve cinco – e dificuldades financeiras, passou um longo período afastada da vida artística e trabalhou como faxineira, lavadeira, cozinheira, babá, entre outros, e morou em Araras, Santos, Taboão da Serra e São Paulo. Naquela fase, trabalhava de segunda a sexta como empregada doméstica e aos finais de semana no guarda-volumes de um clube em Taboão da Serra. Nas noites de quinta a domingo, cantava em bares e casas noturnas na capital paulista. Embora tenha sido cantora da casa de show Rádio Clube, em Santo André entre 1972 a 1980, foram raras as oportunidades nos palcos. Em 1982, voltou para Santo André, onde cantou em um bar chamado Pedacinho do Céu e começou a se aproximar do pessoal do choro e do samba. Inah conciliou por três anos a música com o segundo emprego como faxineira da prefeitura de São Caetano do Sul, tendo se aposentado aos 65 anos de idade.
Cantando em pequenos espaços, como o Bar do Cidão, em Pinheiros, pensou em desistir, mas em 2002 foi convidada para participar do musical "Rainha Quelé", em homenagem a Clementina de Jesus, ao lado de Marília Medalha e Fabiana Cozza. A partir de então, sua carreira artística ganhou um novo impulso com a gravação de seu primeiro álbum de estúdio – "Divino Samba Meu", produzido por Hermínio Bello de Carvalho e lançado em 2004 por um selo independente – e a realizar apresentações regulares no circuito alternativo e em pequenas casas de espetáculo, como Ó do Borogodó, também em Pinheiros, onde se tornou uma atração semanal que frequentemente lotava o bar. Com a boa repercussão do disco de estreia, Inah chegou até mesmo a realizar apresentações na Espanha, na França e no Marrocos, país onde onde cantou para mais de 14 mil pessoas no “Festival Mawazine”, em Rabat. Também ganhou o Prêmio da Música Brasileira de 2005 na categoria "Revelação".
Gravou ainda outros dois álbuns de estúdio. Em 2008, foi lançado "Olha quem chega", trabalho onde interpretou composições exclusivamente de Eduardo Gudin e contou com as participações especiais de músicos dos grupos paulistas Samba Novo e Quinteto em Branco e Preto, além de intérpretes como Oswaldinho da Cuíca e Juliana Amaral. Como este trabalho, Inah recebeu uma indicação no Prêmio da Música Brasileira de 2009 categoria "Cantora de Samba". Quatro anos depois, foi lançado "Fonte de Emoção", seu derradeiro disco, que contou com arranjos e direção musical de Zé Barbeiro e as participações de Monarco e Delcio Carvalho.
Diagnosticada com a doença de Alzheimer em meados da década de 2010, Inah afastou-se progressivamente dos palcos até se despedir em definitivo em setembro de 2016 com uma apresentação no Sesc Pompeia. Viveu seus últimos anos em um asilo para idosos na cidade de São Paulo e, em 8 de agosto de 2022, morreu de causas naturais aos 87 anos. Seu corpo foi enterrado no Cemitério Sagrado Coração de Jesus, em Santo André.

## Discografia
- 2004 – Divino Samba Meu
- 2008 – Olha quem chega
- 2013 – Fonte de Emoção